# Lots Road Power Station
Die Lots Road Power Station war ein Kohlekraftwerk an der Lots Road in London, nahe dem Fluss Themse im Stadtteil Chelsea. Von 1905 bis 2002 versorgte sie die London Underground mit elektrischer Energie.
Die Bauarbeiten begannen 1902 unter der Leitung der Metropolitan District Electric Traction Co., die bald darauf ein Teil der Underground Electric Railways Company of London (UERL) von Charles Tyson Yerkes wurde. Dies ermöglichte es der Metropolitan District Railway (heute District Line), ihre Strecken zu elektrifizieren und den Dampfbetrieb aufzugeben. Etwa zur selben Zeit baute die Metropolitan Railway (heute Metropolitan Line) ihr eigenes Kraftwerk, die Neasden Power Station.
Nach seiner Fertigstellung im Jahr 1905 galt das Kraftwerk als das größte, das bis dahin gebaut worden war. Es verbrauchte pro Tag 700 Tonnen Kohle und erzielte eine elektrische Leistung von 50 MW bei einer Generatorspannung von 11 kV und einer Frequenz von 25 Hz. Nach und nach wurden neben der District Line auch alle anderen U-Bahnlinien sowie die meisten Straßenbahnen der UER mit Strom aus diesem Kraftwerk angetrieben. Mitte der 1960er Jahre erfolgte eine teilweise Umstellung auf Gas, auch Erdöl konnte wenn nötig verfeuert werden. Das Kraftwerk war bis zum 21. Oktober 2002 in Betrieb, als die Anlagen ihre maximale Lebensdauer erreicht hatten. Seither erfolgt die Stromversorgung über das nationale Stromnetz National Grid.